# Jonchery-sur-Vesle
Jonchery-sur-Vesle ist eine französische Gemeinde mit 1815 Einwohnern (Stand 1. Januar 2022) im Département Marne in der Region Grand Est. Sie gehört zum Arrondissement Reims und zum Kanton Fismes-Montagne de Reims.

## Bevölkerungsentwicklung
| Jahr      | 1962 | 1968 | 1975 | 1982 | 1990 | 1999 | 2008 | 2018 |
| Einwohner | 732  | 767  | 951  | 1465 | 1661 | 1836 | 1968 | 1858 |

## Sehenswürdigkeiten

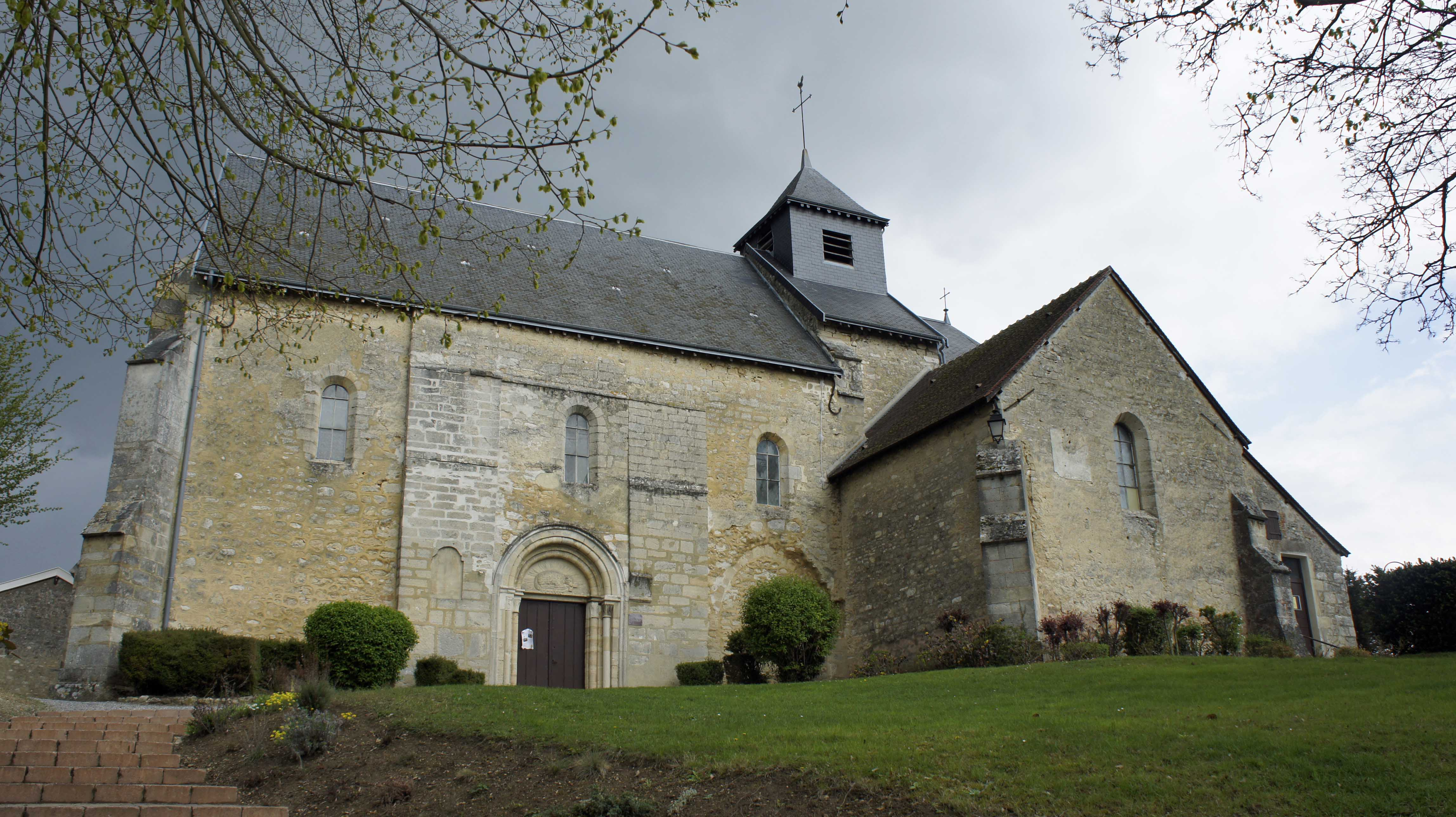
Kirche Saint-Georges
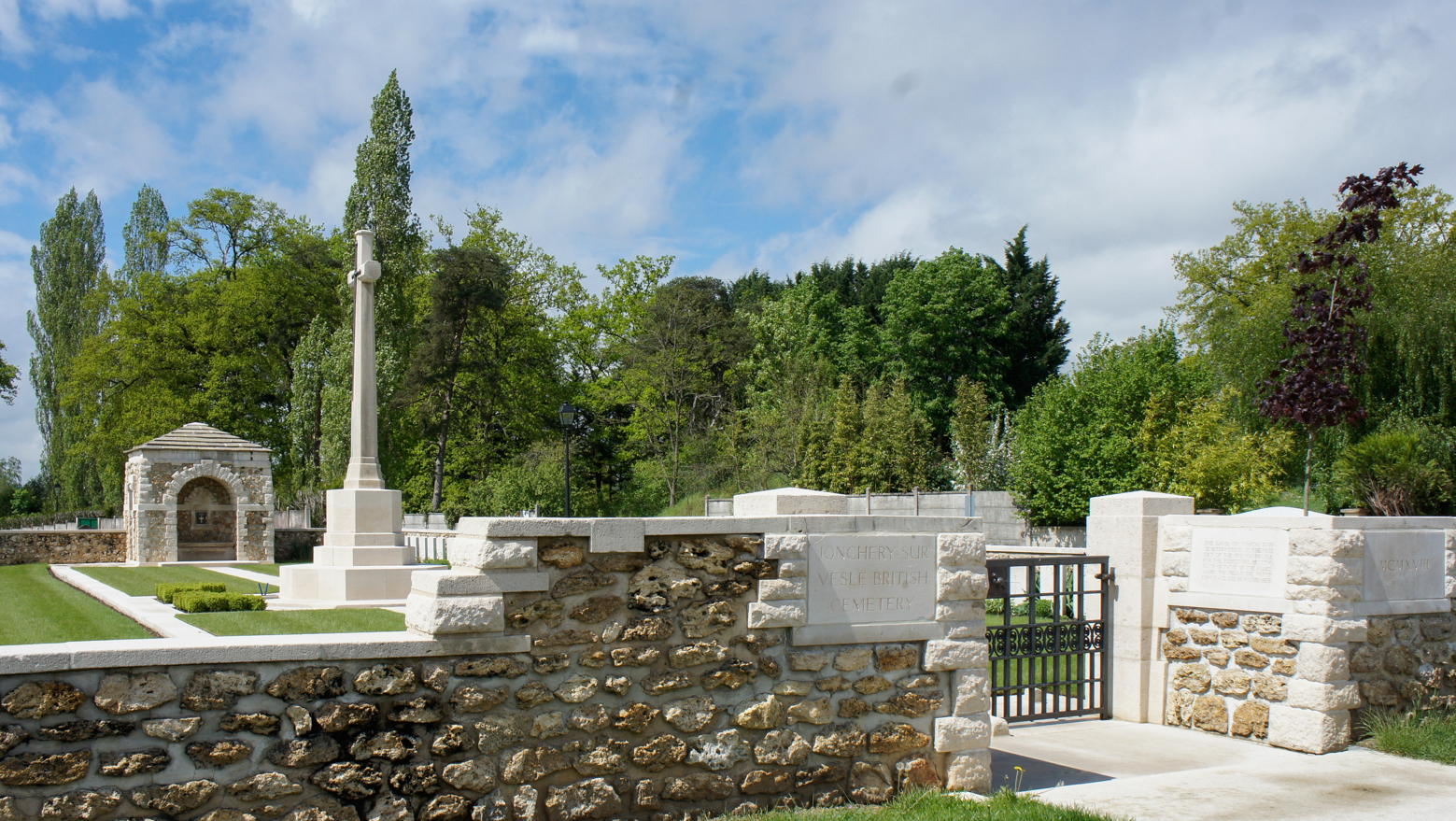
Britischer Soldatenfriedhof
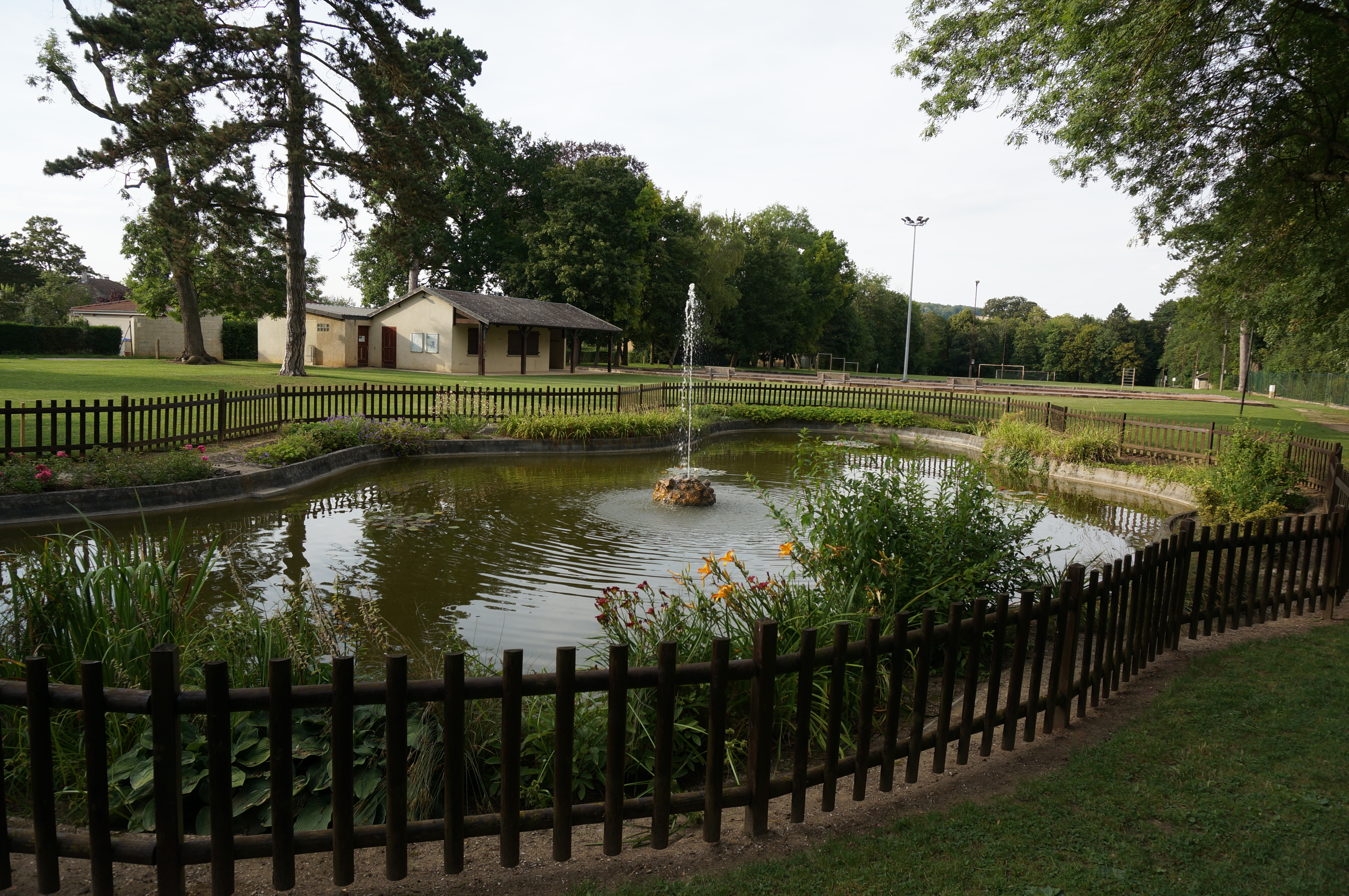
Ehemaliger Schlossgarten, Monument historique
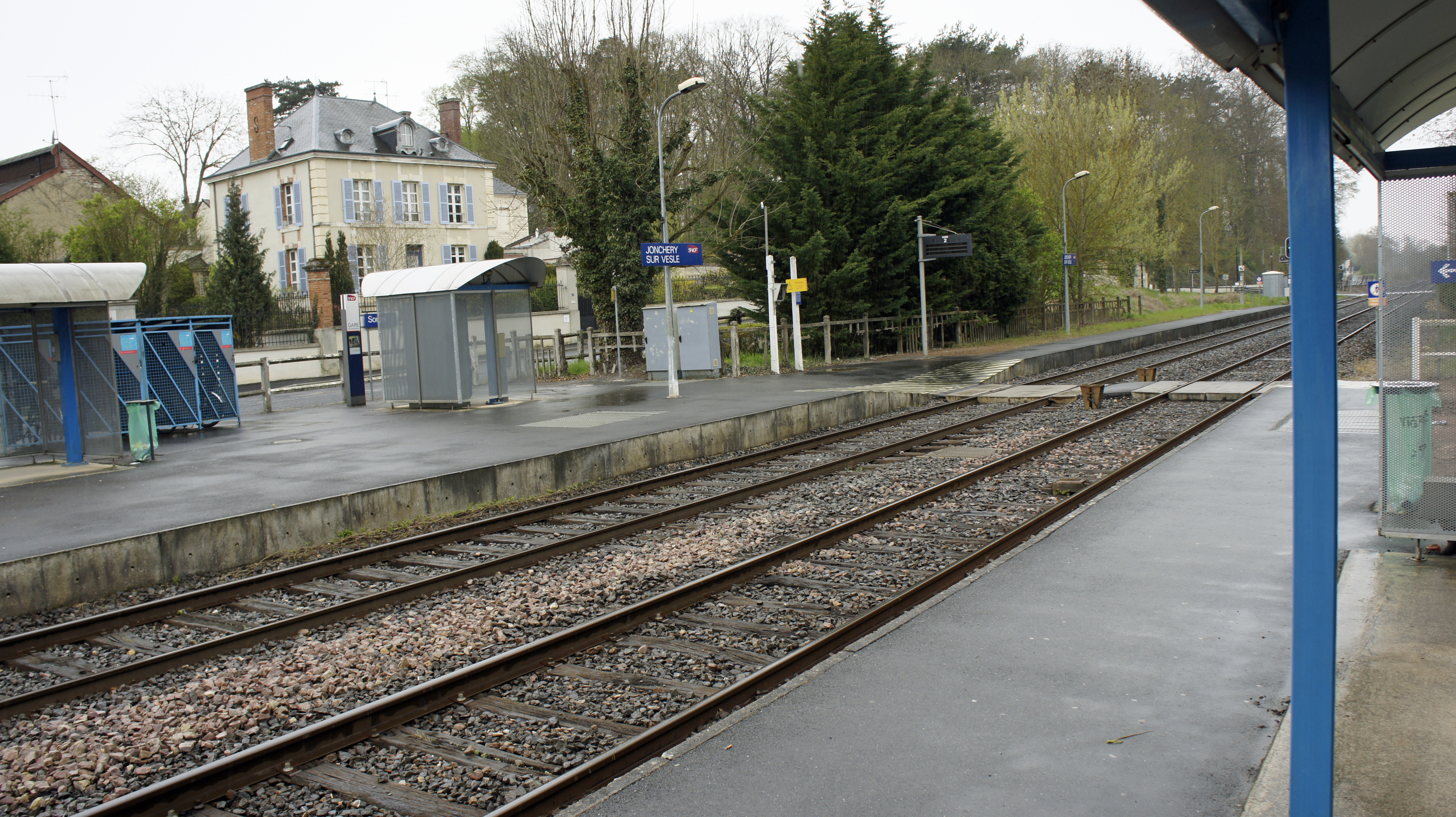
Bahnhof

## Persönlichkeiten
- Louis Bréhier (1868–1951), Historiker